# Que le diable nous emporte
Pour plus de détails, voir Fiche technique et Distribution.
Que le diable nous emporte est une comédie dramatique française réalisée par Jean-Claude Brisseau et sortie en 2018.
C'est le dernier film du réalisateur décédé en 2019.

## Synopsis
Camille est contactée par Suzy, la propriétaire d'un téléphone ramassé dans une gare. Suzy se rend chez Camille pour récupérer son téléphone. Les deux femmes font l'amour quand Clara, la compagne de Camille, rentre et se joint à elles. Puis, c'est au tour d'Olivier l'ex-petit ami de Suzy d'arriver. Camille cache Suzy chez le voisin du dessus, un passionné de yoga surnommé « tonton », pendant que Clara séduit Olivier pour le calmer. Finalement, Clara tombera amoureuse d'Olivier tandis que Suzy trouvera le bonheur avec « tonton ».

## Fiche technique
- Titre : Que le diable nous emporte
- Réalisation : Jean-Claude Brisseau
- Scénario : Jean-Claude Brisseau
- Photographie : David Grinberg
- Montage : Maria Luisa Garcia
- Costumes : Monita Del Monte
- Décors :
- Musique : Anna Sigalevitch
- Producteur : Jean-Claude Brisseau et Gaël Teicher
- Production : La Sorcière Rouge, La Traverse, CNC et Cinémage 11
- Distribution : Les Acacias
- Pays d’origine :  France
- Genre : Comédie dramatique
- Durée : 97 minutes
- Dates de sortie :
  - France : 10 janvier 2018
- Interdit aux moins de 12 ans

## Distribution
- Fabienne Babe : Camille
- Isabelle Prim : Suzy
- Anna Sigalevitch : Clara
- Fabrice Deville : Olivier
- Jean-Christophe Bouvet : Tonton
- Anna Zaverihua : la tante
- Marie-Thérèse Eychart : la mère de Suzy
- François Eychart : le compagnon de la mère de Suzy
- Jean-Claude Brisseau : le père de Suzy